# Las Mesas, Spanien
Las Mesas är en ort i Spanien.   Den ligger i provinsen Provincia de Cuenca och regionen Kastilien-La Mancha, i den centrala delen av landet, 140 km sydost om huvudstaden Madrid. Las Mesas ligger 684 meter över havet och antalet invånare är 2 544.
Terrängen runt Las Mesas är platt. Runt Las Mesas är det ganska glesbefolkat, med 26 invånare per kvadratkilometer. Närmaste större samhälle är Socuéllamos, 11,7 km söder om Las Mesas. Trakten runt Las Mesas består till största delen av jordbruksmark.